# Granbäcken
Granbäcken är en småort i Borås kommun i Västra Götalands län belägen i Kinnarumma socken söder om Borås.